# Higelin à Mogador
Albums de Jacques Higelin
Inédits 1970
(1980) Higelin '82
(1982)
Higelin à Mogador (renommé Higelin à Mogador "Hold tight" pour l'édition CD) est un triple album live de Jacques Higelin, enregistré le 1er janvier 1981 au théâtre Mogador et sorti en mai 1981. C'est son premier album enregistré en public.
Lors de l'édition en format CD, le triple album est devenu un double CD.
L'album contient des pistes longues (jusqu'à plus de 21 minutes). Higelin profite toujours de ses chansons pour improviser ou ajouter des blagues au milieu (comme sur Banlieue boogie blues ou Hold tight)[réf. nécessaire]. La version CD ne contient pas de livret.

## Histoire
Ce disque a été enregistré lors des sessions Champagne pour tout le monde au théâtre Mogador durant l'hiver 1980 / 1981. Chaque soir, l'ordre des chansons variait. Une archive de l'iNA du journal télévisé du 27 décembre 1980 le montre lors d'une répétition au théatre Mogador.

## Chansons
Les chansons appartiennent aux albums suivants :
- Alertez les bébés ! (Je veux cette fille, Le minimum, Géant Jones)
- BBH 75 (Mona Lisa Klaxon, Paris-New York/New York-Paris)
- Caviar pour les autres... (Mama Nouvelle Orléans)
- Champagne Pour Tout Le Monde (Hold tight, Tête en l'air)
- Irradié (Irradié)
- No Man's Land (Banlieue boogie blues)

| 1. | Hold tight            | 7:21  |
| 2. | Banlieue boogie blues | 12:27 |

| 1. | Mona Lisa Klaxon      | 6:36 |
| 2. | Mama Nouvelle Orléans | 9:33 |

| 1. | Je veux cette fille | 16:44 |

| 1. | Irradié    | 6:58 |
| 2. | Le minimum | 9:50 |

| 1. | Tête en l'air              | 5:11  |
| 2. | Géant Jones                | 11:17 |
| 3. | Présentation des musiciens | 2:40  |

| 1. | Paris-New York/New York-Paris | 21:18 |

| 1. | Hold Tight            | 7:21  |
| 2. | Banlieue boogie blues | 12:27 |
| 3. | Mona Lisa Klaxon      | 6:36  |
| 4. | Mama Nouvelle Orléans | 9:33  |
| 5. | Je veux cette fille   | 16:44 |

| 1. | Le minimum                    | 9:50  |
| 2. | Tête en l'air                 | 5:11  |
| 3. | Géant Jones                   | 11:17 |
| 4. | Présentation des musiciens    | 2:40  |
| 5. | Irradié                       | 6:58  |
| 6. | Paris-New York/New York-Paris | 21:18 |

Irradié, qui était incluse sur le triple 33t entre Je veux cette fille et Le minimumet qui surtout s'enchaînait sans coupure avec ce dernier titre, avait été déplacée sur l'édition cassette de l'album (2 cassettes) pour un simple problème de faces. Bien qu'il n'y eût plus de problème de faces lors de la réédition CD en 1991, Irradié n'a pas repris sa place "d'origine". De même, la présentation des musiciens s'enchaîne musicalement Paris-New York/New York-Paris (On en entend la dernière phrase au début de cette chanson sur l'album vinyle), ce qui n'est pas respecté dans le CD. 
Toutes les chansons sont écrites et composées par Jacques Higelin, sauf Mona Lisa Klaxon et Paris-New York/New York-Paris (Simon Boissezon/Jacques Higelin), Mama Nouvelle Orléans (Jacques Higelin/Micky Finn), Irradié (Patrick Giani/Jacques Higelin) et Hold tight (en fait Hold tight Hold tight (Sea food Mama)) serait une chanson du guitariste de Sidney Bechet; Leonard Ware (en) , ensuite revendiquée par  Brandow, Kent, Ware, Robinson,et Spottswood).

## Personnel
Musiciens
- Jacques Higelin : chant, piano, guitare, Korg ...
- Mickey Finn : guitare
- Simon Boissezon : guitare
- Norman Kerr : basse
- Michaël Suchorsky : batterie
- Michel Santangeli : batterie
- Frank Wuyts : piano, clavinette, fender, orgue
- Denis Van Hecke : violoncelle électrique
- Dominique Mahut : percussions
- Alain Guillard : saxophone
- Yvon Guillard : trompette

Production
- Production : Jacques Higelin
- Réalisation : Claude Dejacques
- Mixage salle : Patrice Cramer
- Mixage scène : Olivier Croguennec
- Assistance scène : Yves Jaget
- Mixage lumière : Pyer Desrocher
- 1re poursuite :
- 2e poursuite :

- Enregistrement en public au théâtre Mogador à Paris.